# 荒鷲孫八
荒鷲孫八（あらわし まごはち、生没年不詳）は、大坂出身の元江戸相撲力士。最高位は前頭4枚目。

## 経歴
江戸相撲の宝暦13年4月場所に前頭4枚目で初土俵を踏み、2勝1敗1無勝負。現役はこの1場所のみで、詳しい経歴は不明である。